# Correcteur liquide
Pour les articles homonymes, voir Blanco.

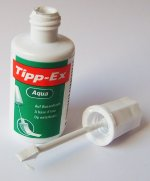
Petit flacon de correcteur liquide, avec le pinceau d'application.

Un correcteur liquide ou effaceur liquide est un produit fluide, blanc et opaque, similaire à de la peinture, qui sert à corriger un document écrit sur du papier.

## Fonctions
Il remplit deux fonctions : 
- étant opaque, il masque la faute ;
- son fini permet de réécrire à la main ou de refrapper à la machine un ou plusieurs mots par-dessus les fautes.

## Présentation
Il se présente sous la forme d'une petite bouteille avec un applicateur (un pinceau ou un tampon), ou bien d'un stylo contenant le produit.

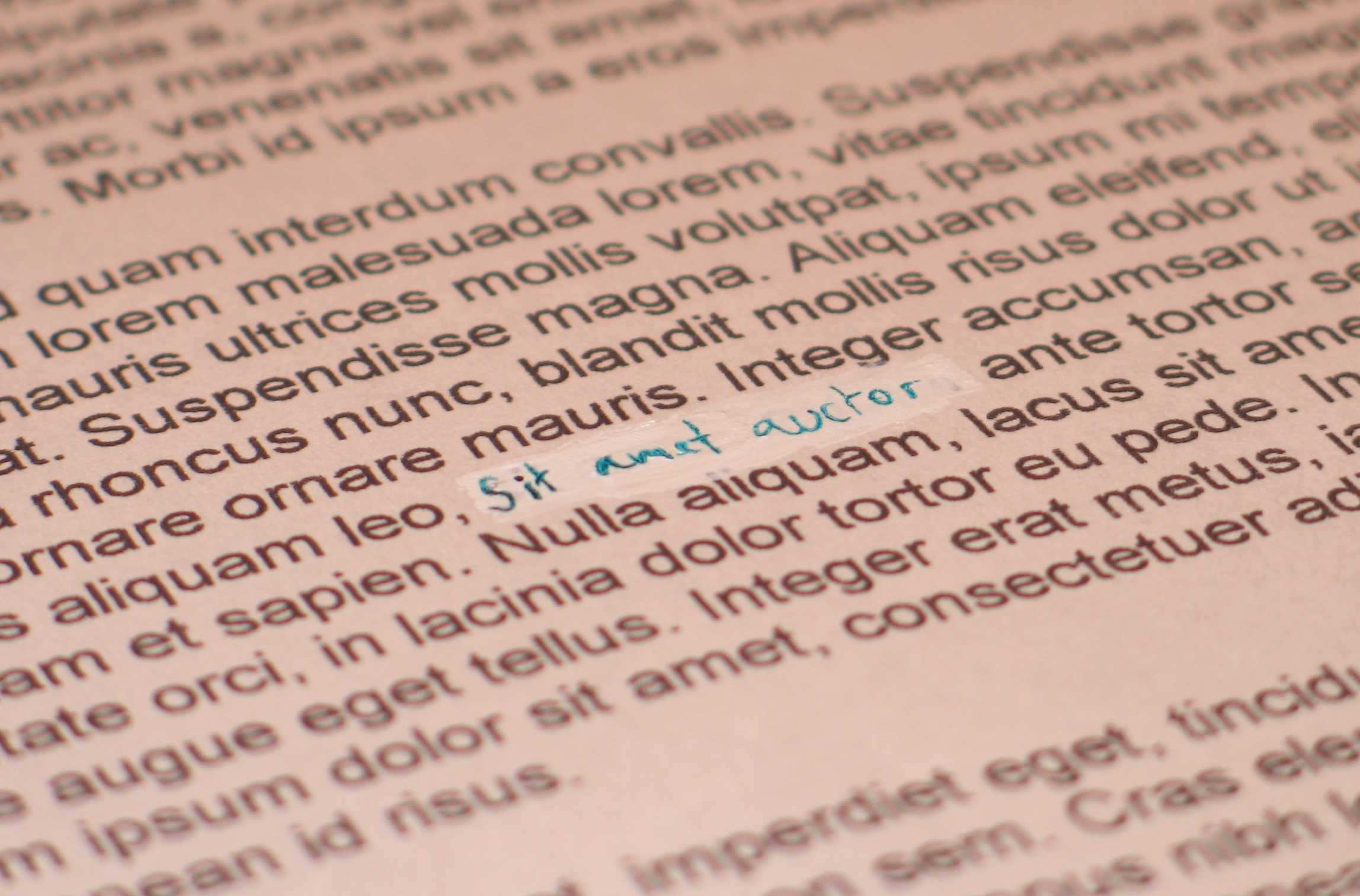
On peut écrire par-dessus le correcteur liquide quand il est sec.

## Histoire
L'un des premiers correcteurs liquides a été inventé en 1951 par la secrétaire Bette Nesmith Graham, fondatrice de Liquid Paper, et mère de Michael Nesmith, du groupe The Monkees. Historiquement les premiers enduits utilisés étaient à base de pigments (dioxyde de titane…) et de résines dissoutes dans un solvant chloré (méthylchloroforme…). Un flacon de solvant permettait de rediluer le flacon de correcteur lorsque ce dernier devenait trop épais. Toutefois, il a été découvert que certains adolescents (ce type de produit étant utilisé par beaucoup d'écoliers et de lycéens) s'en servaient comme d'une drogue, ce qui a conduit à interdire ces solvants pour ce genre d'article. C'est ainsi que sont apparues de nouvelles formules, comportant des solvants moins nocifs ou de l'eau. D'un point de vue pratique cette dernière solution présentait l'inconvénient d'un séchage moins rapide — il faut en effet que l'enduit sèche assez rapidement et qu'on puisse écrire dessus sans difficulté.
L'une des marques les plus connues proposant ce produit est Tipp-Ex, dont le nom est passé dans le langage courant en France, en Belgique et en Suisse pour appeler ce type de produit. Les correcteurs liquides sont également nommés blanc ou blanco en France et bianchetto en Italie. Au Québec, ils sont appelés liquid paper, qu'ils soient sous la forme d'un liquide ou en ruban, du nom de la marque américaine Liquid Paper.